# Мајано Нуово (Равена)
Мајано Нуово је насеље у Италији у округу Равена, региону Емилија-Ромања.
Према процени из 2011. у насељу је живело 97 становника. Насеље се налази на надморској висини од 5 м.